# Mistreated
Mistreated è un brano dei Deep Purple contenuto nell'album Burn del 1974. La canzone è stata scritta dal chitarrista Ritchie Blackmore e dal nuovo cantante della formazione Mark III David Coverdale che, insieme al nuovo bassista Glenn Hughes, ha introdotto elementi blues e funk nel suono del gruppo.
È la canzone più lunga dell'album, e verso la fine il ritmo e l'intensità crescono, durante l'assolo di Blackmore al quale Coverdale e Hughes fanno un tappeto vocale di fondo, fino al finale.

## Storia
La canzone è nata nelle sessioni di settembre 1973 al Clearwell Castle durante le quali il gruppo ha composto l'album Burn, e fu tra le prime tracce ad essere completate.
Durante i concerti Glenn Hughes presentava Mistreated come un pezzo scritto da Blackmore alcuni anni prima di Burn. La canzone era stata considerata per l'album Machine Head del 1972, ma Blackmore l'aveva poi messa da parte, giudicando la voce di Ian Gillan, al tempo vocalist del gruppo, incapace di far risaltare la componente black, che il chitarrista aveva fin da principio ritenuto essenziale per tale brano. Durante le sessioni per la composizione di Burn Coverdale scrisse il testo di Mistreated, che è l'unico pezzo dell'album che canta da solo. Coverdale spiega che Mistreated è come un blues progressivo, al quale ha prestato particolare cura per ottenere la forte emozione necessaria alla riuscita del pezzo.
Inizialmente la parte finale del brano era stata concepita diversamente: Coverdale e Hughes incisero circa dodici tracce vocali, che avrebbero costituito il coro, potendo sperimentare con entusiasmo varie soluzioni armoniche sotto la guida di Martin Birch alla consolle. Nonostante l'ottimo lavoro svolto dai due, dopo avere ascoltato il primo missaggio, Blackmore non lo approvò, facendo quindi collocare le armonie vocali in sottofondo, ritenendo che diversamente esse avrebbero coperto il suo assolo; gli altri collaboratori furono perciò costretti ad accettare il cambiamento. Nonostante la cocente delusione, anni dopo Coverdale ha dichiarato di condividere la soluzione finale, perché essa ha dato maggiore valore musicale all'incisione, oltre ad esaltare il grande talento strumentale del chitarrista.
La canzone è rimasta nella scaletta dei concerti fino alla fine del 1975, e dopo lo scioglimento del gruppo David Coverdale ha continuato a suonarla dal vivo con i Whitesnake. Anche Ritchie Blackmore ha inserito la canzone nella scaletta dal vivo dei Rainbow, e più di recente Glenn Hughes la ha suonata dal vivo con il suo gruppo Black Country Communion.

## Cover
- I Whitesnake hanno fatto una cover della canzone sugli album dal vivo Live at Hammersmith del 1978 e Live...In the Heart of the City del 1980.
- Sempre i Whitesnake hanno registrato nuovamente la canzone per il loro The Purple Album del 2015.
- Una versione live è presente negli album dei Rainbow: On Stage del 1977, Live in Germany 1976 pubblicato nel 1990 e Live in Munich 1977 pubblicato nel 2006 con Ronnie James Dio alla voce.
- Kirk Hammett dei Metallica ha suonato la canzone durante il suo assolo nel DVD Live Shit: Binge & Purge del 1992 durante il tour Wherever We May Roam Tour.[5]
- Yngwie Malmsteen ha inciso una sua versione nell'album del 1996 Inspiration.